# آقا (بازیگر هندی)
آقا (تولد: ٢١ مارس ١٩١٤-مرگ: ٣٠ آوریل ١٩٩٢) بازیگر، کمدین، خواننده و کارگردان اهل کشور هند بوده است. آقا اصالت ایرانی داشته است. وی در طول دوره بازیگری‌اش (از سال ١٩٣٥ تا ١٩٨٦ میلادی) بیش از ٣٠٠ فیلم بازی کرده است. پسر این بازیگر جلال آقا نام دارد که او نیز بازیگر بوده است. آقا مسلمان بوده است.